# Ludo van der Plaat
Ludo van der Plaat (Zoetermeer, 3 juli 1983) is een Nederlandse atleet, die is gespecialiseerd in de meerkamp. Hij werd viermaal Nederlands kampioen op de tienkamp en eveneens tweemaal op de zevenkamp (indoor).

## Biografie
In 2002 nam Van der Plaat deel aan het WK voor junioren in de Jamaicaanse stad Kingston. Met een beste poging van 68,14 m behaalde hij een elfde plaats bij het speerwerpen.
Zijn eerste meerkampsucces boekte hij in 2005. Dat jaar won hij het NK zevenkamp (indoor) en het NK tienkamp (outdoor) met respectievelijk 5425 en 7490 punten. Een jaar later prolongeerde hij zijn titel op de tienkamp met een persoonlijk record van 7730 punten. Vanwege de slechte weersomstandigheden tijdens dit kampioenschap werden overigens het hoogspringen, kogelstoten en polsstokhoogspringen indoor afgewerkt. Hierdoor kon het behaalde persoonlijk record niet als buitenrecord worden erkend.
Ludo van der Plaat won vervolgens de zevenkamp tijdens de Nederlandse indoorkampioenschappen in 2007, waarbij de favorieten Chiel Warners en Eugène Martineau ontbraken. Met 5315 punten bleef hij na zeven onderdelen de nummers twee Adriaan Saman (5144) en drie Theo Danes (5020) voor. Op 18 mei 2007 werd hij in Sittard met 7255 punten tweede op het NK tienkamp achter Pelle Rietveld, die met 7484 punten de titel won.
Op de NK indoor van 2008 moest Van der Plaat al bij het tweede onderdeel, het verspringen, opgeven wegens een blessure. Bij de start van het baanseizoen was hij echter weer in goeden doen, zodat hij bij de Nederlandse meerkampkampioenschappen, op 11 en 12 mei in Sittard, voluit in de slag kon voor de titel. Op een eerste dag waarin hij als derde eindigde, liet Van der Plaat een tweede dag volgen met persoonlijke recordprestaties op de beide werpnummers, discuswerpen en speerwerpen. Zijn speerworp van 73,04 m bracht hem ten slotte aan de leiding, die hij in het laatste nummer, de 1500 m niet meer afstond. Voor de derde maal in vier jaar tijd veroverde hij zodoende de nationale titel.
De beste tienkamp van zijn atletiekloopbaan leverde Ludo van der Plaat echter anderhalve maand later af, bij de meerkampwedstrijden in de Europa Cup Superleague in Hengelo op 28 en 29 juni 2008. Hier slaagde hij erin om zijn persoonlijk record-totaal uit 2005 te verbeteren tot 7774 punten. Aangezien van de andere Nederlandse vertegenwoordigers met name ook Ingmar Vos en Pelle Rietveld uitstekend presteerden, eindigde Nederland achter Wit-Rusland (eerste met 24.160 punten) verrassend op een fraaie tweede plaats met 23.367 punten, vóór Frankrijk dat tot een puntentotaal van 23.268 kwam.
Op het NK meerkamp op 6 en 7 juni 2009 in Lisse kwam Ludo van der Plaat niet in de buurt van zijn het jaar ervoor in Hengelo gevestigde persoonlijk record-totaal. Maar dat had vooral te maken met de weersomstandigheden (winderig en op de tweede dag ook regenachtig), waardoor hij zich op de tweede dag bij het polsstokhoogspringen beperkte tot het springen van de aanvangshoogte (4,40 m) en bij het speerwerpen met één worp volstond. Dat hij desondanks won met een totaal van 7537 punten, daarbij zijn vierde nationale titel in totaal en zijn tweede op rij binnenhalend, is zonder meer knap te noemen.
Van der Plaat woont in Nootdorp en is aangesloten bij ARV Illion in Zoetermeer. Van beroep is hij fysiotherapeut.

## Nederlandse kampioenschappen
Outdoor
| Onderdeel | Jaar                   |
| --------- | ---------------------- |
| tienkamp  | 2005, 2006, 2008, 2009 |

Indoor
| Onderdeel | Jaar       |
| --------- | ---------- |
| zevenkamp | 2005, 2007 |

## Persoonlijke records
Outdoor
| Onderdeel            | Prestatie | Datum            | Plaats      |
| -------------------- | --------- | ---------------- | ----------- |
| 100 m                | 10,98 s   | 28 juni 2008     | Hengelo     |
| 400 m                | 49,56 s   | 25 mei 2006      | Sittard     |
| 110 m horden         | 15,02 s   | 26 mei 2006      | Sittard     |
| verspringen          | 7,18 m    | 14 mei 2005      | Emmeloord   |
| hoogspringen         | 1,96 m    | 25 augustus 2007 | Woerden     |
| polsstokhoogspringen | 4,90 m    | 4 mei 2003       | Spijkenisse |
| kogelstoten          | 14,10 m   | 28 juni 2008     | Hengelo     |
| discuswerpen         | 44,10 m   | 12 mei 2008      | Sittard     |
| speerwerpen          | 73,04 m   | 12 mei 2008      | Sittard     |
| tienkamp             | 7774 p    | 28/29 juni 2008  | Hengelo     |

Indoor
| Onderdeel            | Prestatie | Datum               | Plaats    |
| -------------------- | --------- | ------------------- | --------- |
| 60 m                 | 7,18 s    | 31 januari 2009     | Zaragoza  |
| 60 m horden          | 8,43 s    | 22 februari 2009    | Apeldoorn |
| verspringen          | 7,03 m    | 17 februari 2007    | Gent      |
| hoogspringen         | 1,96 m    | 25 mei 2006         | Sittard   |
| polsstokhoogspringen | 4,90 m    | 3 februari 2002     | Gent      |
| kogelstoten          | 14,28 m   | 31 januari 2009     | Zaragoza  |
| zevenkamp            | 5425 p    | 26/27 februari 2005 | Gent      |

## Palmares

### polsstokhoogspringen
- 2002:  NK indoor - 4,85 m
- 2003:  NK indoor - 4,75 m
- 2004:  NK indoor - 4,81 m
- 2009:  NK indoor - 4,85 m

### speerwerpen
- 2002:  NK - 69,36 m
- 2002: 11e WJK - 68,14 m

### zevenkamp
- 2005:  NK indoor - 5425 p
- 2007:  NK indoor

### tienkamp
- 2002: DNF WJK
- 2005:  NK - 7490 p
- 2005: DNF EK U23
- 2006:  NK - 7730 p
- 2008:  NK
- 2009:  NK